# Castegnato
Castegnato – miejscowość i gmina we Włoszech, w regionie Lombardia, w prowincji Brescia.
Według danych na rok 2004 gminę zamieszkiwało 6666 osób, 740,7 os./km².